# Milešovka
Die Milešovka (deutsch der Milleschauer, auch Donnersberg) ist mit 836,6 m n.m. Höhe der höchste Berg des Böhmischen Mittelgebirges in Tschechien. Im heutigen tschechischen Sprachgebrauch wird er auch als „Královna Českého středohoří“ (Königin des Böhmischen Mittelgebirges) bezeichnet. Bemerkenswert sind die naturnahen Laubwälder an der bis 30° steilen Südseite. Wertvoll aus biologischer Hinsicht sind die waldfreien Felsgebiete, in denen viele seltene Pflanzen zu finden sind.
Seit 1951 steht der Berg auf 51,3 ha als Nationales Naturreservat unter Schutz.

## Lage und Umgebung
Die Milešovka befindet sich zentral im westlichen Teil des Böhmischen Mittelgebirges, ungefähr 15 km südlich von Teplice (Teplitz) und Ústí nad Labem (Aussig). An seinem Fuß befinden sich die Orte Milešov (Milleschau), Černčice (Tschentschitz) und Bílka (Pilkau).

## Geschichte
Schon Anfang des 19. Jahrhunderts zog der Berg erste Besucher an. Zwischen 1819 und 1839 erwanderte der preußische König Friedrich Wilhelm III. den Berg regelmäßig. Sein Begleiter, der Weltreisende und Naturforscher Alexander von Humboldt, bezeichnete die Aussicht vom Milleschauer als die drittschönste der Welt. Schon damals bestand dort ein erster Berggasthof, der somit zu den ältesten in Böhmen gehört.
Im Jahr 1904 wurde nach nur einjähriger Bauzeit die Donnersbergwarte als meteorologische Station eingeweiht; die bis heute kontinuierlich durchgeführten Wetterbeobachtungen wurden am 1. Januar 1905 begonnen. Der Platz wurde auf Grund der sauberen Atmosphäre ausgewählt und unter anderem von Reginald Czermack, einem für Österreich bedeutenden Feuerwehrhersteller und -pionier, initiiert. Erster Direktor des Observatoriums war der Kärntner Hochschullehrer Rudolf Spitaler.
Der Turm des Gebäudes fungierte fortan auch als Aussichtsturm. Im Zweiten Weltkrieg dienten die Gebäude auf dem Berg auch militärischen Zwecken; der Aussichtsturm war nicht mehr zugänglich. Nach 1945 übernahm die Karlsuniversität in Prag die meteorologische Station; der Berggasthof wurde bis in die 1960er Jahre noch bewirtschaftet. Später fanden Richtfunkanlagen (auch für Fernsehübertragungen) Platz im ehemaligen Gasthof. In den 1990er Jahren gab es Überlegungen, wieder ein Berggasthaus aufzubauen; aus Gründen des Naturschutzes unterblieb das zunächst. Zwischenzeitlich gab es einen Imbiss. Der Turm ist seit Mitte der 1990er Jahre an den Wochenenden wieder begehbar.
Das historische Berggasthaus „Chata Milešovka“ wurde vor einigen Jahren wieder eröffnet. 
Auf dem Berg sind auch Archäologen fündig geworden. Zahlreiche keramische Überreste aus der Jungsteinzeit weisen auf eine frühe Besiedlung hin.

## Geologie
Der Berg besteht aus Phonolith (Klingstein), bzw. genauer aus sodalithischem Trachyt.

## Aussicht
Die Aussicht von der Milešovka bietet bei klarer Sicht einen Überblick über nahezu die ganze nordböhmische Landschaft. Im Norden zeigt sich die „Mauer“ des Erzgebirges mit Bouřňák (Stürmer) und Komáří vížka (Mückentürmchen), weiter westlich (ca. 70 km entfernt) der Klinovec (Keilberg) und der Fichtelberg, weiter östlich – schon in der Böhmischen Schweiz – der Děčínský Sněžník (Hoher Schneeberg). Noch weiter östlich zeigt sich die gezackte Kette des Lausitzer Gebirges, das dann in den Jeschkenkamm mit dem Ještěd (Jeschken) übergeht. Im Vordergrund dominieren Kletečná (Kletschen), Varhošť (Aarhorst), Sedlo (Hoher Geltsch), Lovoš (Lobosch) und die anderen Berge des Böhmischen Mittelgebirges. Ganz weit im Osten ist bei Fernsicht der Kamm von Iser- und Riesengebirge zu entdecken. Im Süden, schon in der Egerniederung, zeigt sich die Hazmburk (Hasenburg) – das Wahrzeichen des Böhmischen Mittelgebirges. Dahinter begrenzen die Höhenzüge des Džbán (Krugwald) den Horizont. Im Westen dominiert im Vordergrund das Massiv des Hradišťany (Radelstein) das Bild, deutlich sind auch die Türme der Burg Kostomlaty (Kostenblatt) sichtbar. Dahinter schweift der Blick über das weite Becken bei Chomutov (Komotau) und Most (Brüx), begrenzt von der Bergmasse des Duppauer Gebirges.

## Routen zum Gipfel
- Über eine rot markierte Hauptwanderroute kann man von Ústí aus zur Milešovka gelangen. Der Gipfelanstieg (ca. eine Stunde) beginnt in Bílka.
- Auch auf der Strecke des früheren Kegelweges von Velemín aus lässt sich der Berg erwandern.
- Ein guter Ausgangspunkt ist auch die Gemeinde Milešov, sehenswert ist dort das etwas erhöht liegende Schloss.
- Der kürzeste Aufstieg führt von dem kleinen Ort Černčice über eine blau markierte Route zum Gipfel.

Blick vom Milešovka nach Süden, im Vordergrund Milešov
Milešovka von Dlouhá Louka im Erzgebirge
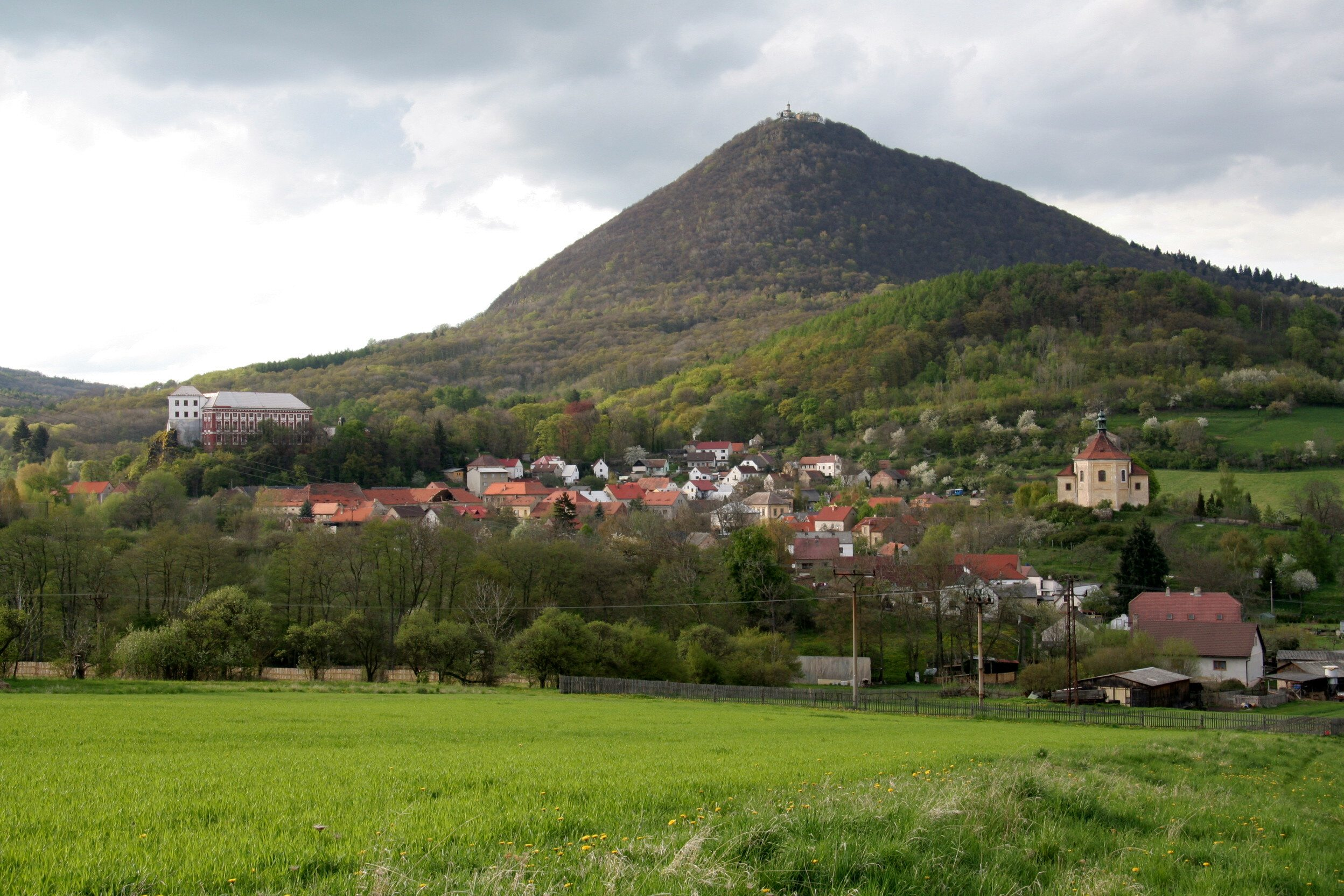
Ansicht von Milešov mit Milešovka
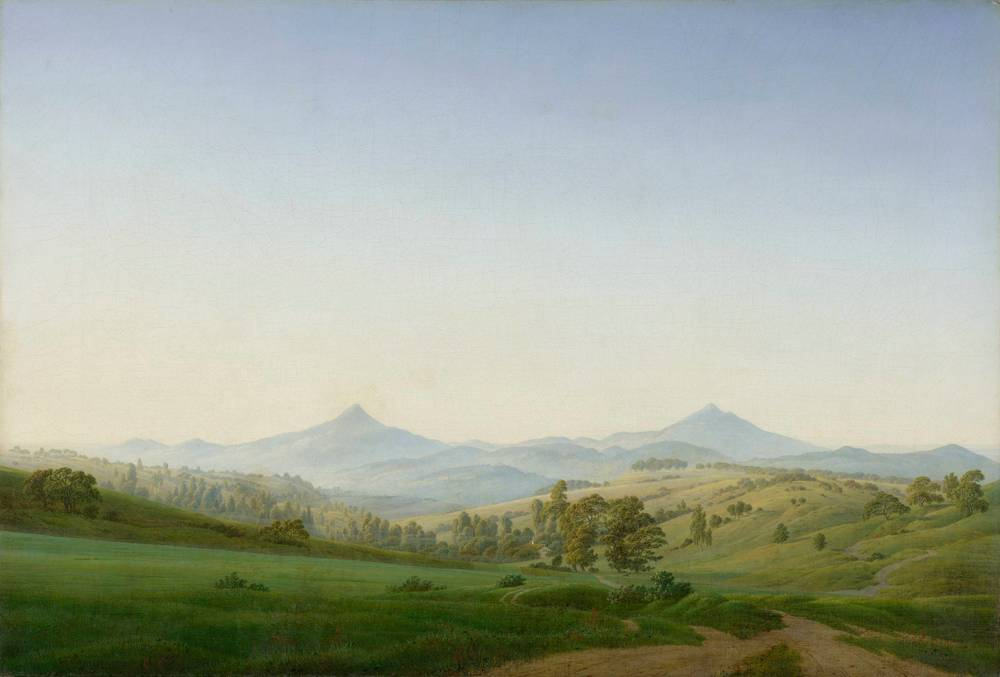
Milešovka auf einem Gemälde von Caspar David Friedrich
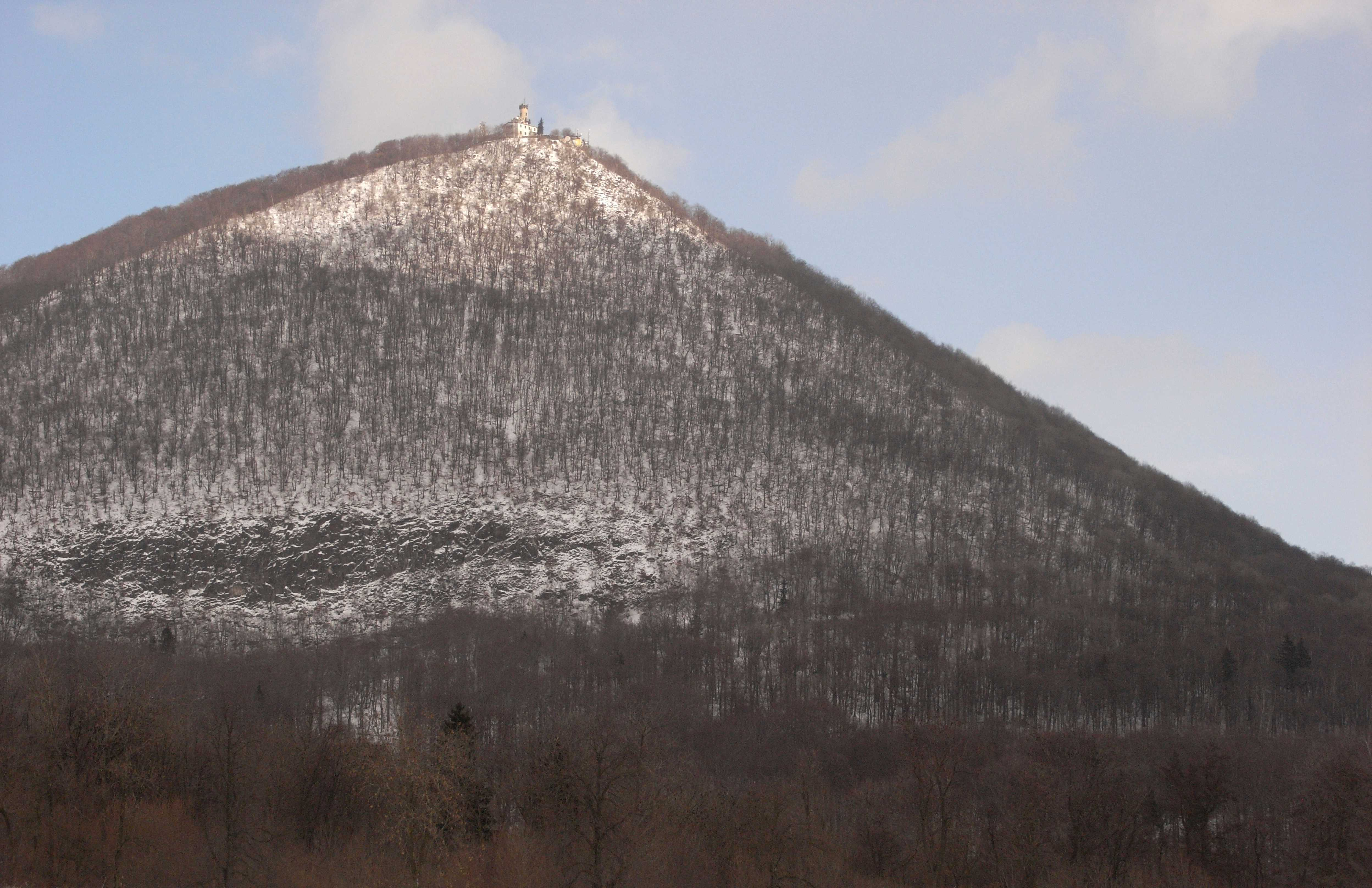
Der Milleschauer im Winter
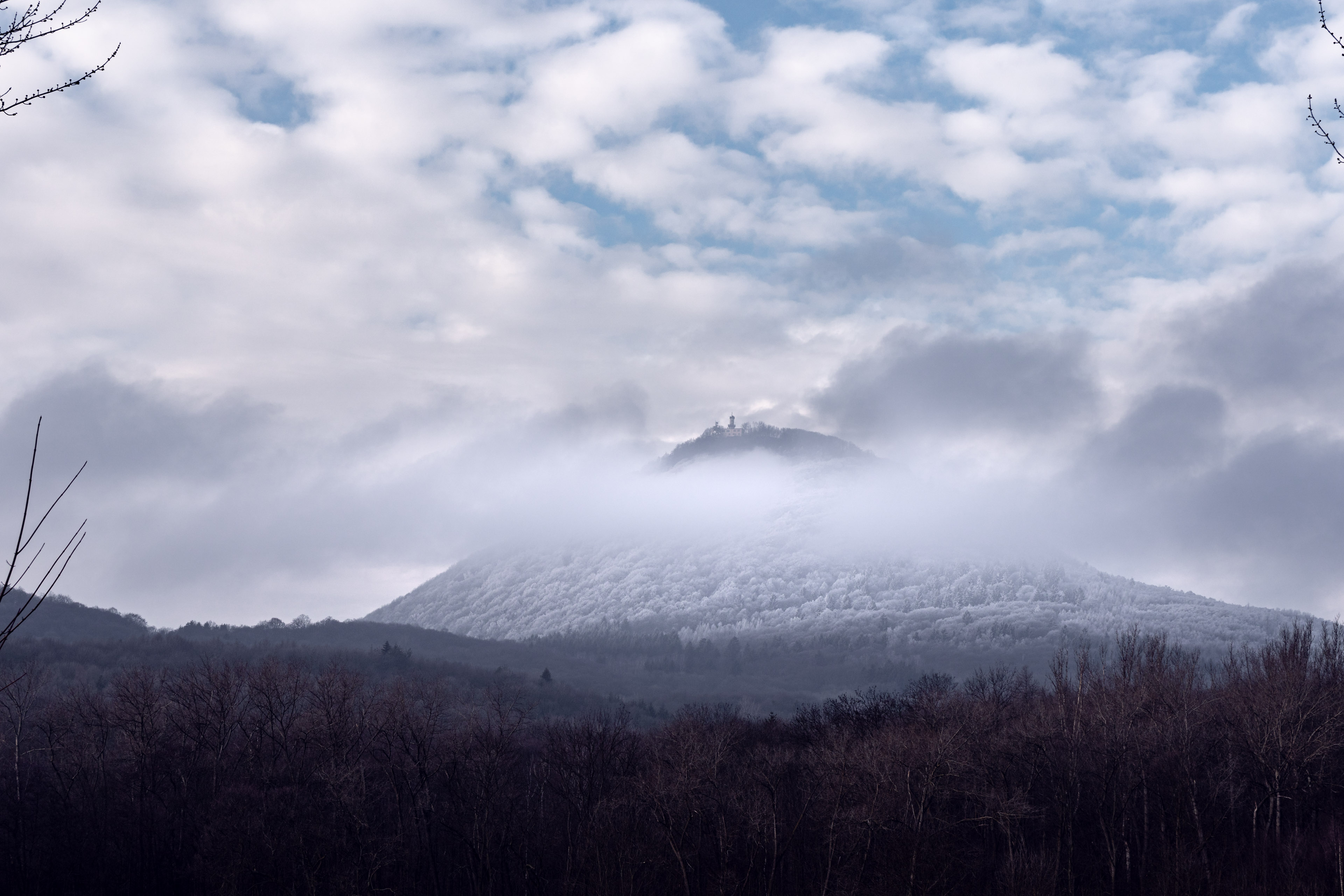
Milešovka mit Wolkensaum im Januar